# Аппендикс (техника)
Аппендикс — нижнее отверстие в аэростатах, снабжённое матерчатым рукавом. Аппендикс служит для наполнения аэростата газом и для выхода расширяющегося газа во время свободного полёта, при этом аппендикс не завязан. Во время же привязных подъёмов он завязан. На управляемых аэростатах аппендикс служит только для наполнения газом, а выход расширяющегося газа осуществляется через автоматические клапаны.
В аэростатах, наполняемых светильным газом, диаметр аппендикса делается больше, чем в аэростатах, наполняемых водородом. Диаметр d и площадь сечения W кольца аппендикса при данном диаметре аэростата D берётся по следующим формулам:
|                           | Водород                        | Светильный газ                 |
| ------------------------- | ------------------------------ | ------------------------------ |
| Диаметр аппендикса        | {\displaystyle d=0.008D(3/2)}  | {\displaystyle d=0.01D(3/2)}   |
| Сечение кольца аппендикса | {\displaystyle w=0.00005D^{3}} | {\displaystyle w=0.00008D^{3}} |